# Fotografia spiritica
La fotografia spiritica è un tipo di fotografia il cui scopo dichiarato è quello di catturare immagini di fantasmi e altre entità spirituali, solitamente di persone non più in vita. Questo genere fotografico ebbe una vasta eco soprattutto negli Stati Uniti ed in Inghilterra tra la metà del XIX secolo ed il primo Ventennio del Novecento. Il fenomeno si accompagnò con una movimento spiritualista con forti accenti legati al paranormale, cui presero parte anche medium ed altre figure ad esso legate. Anche se all'epoca non fu quasi sempre averne la certezza, si trattò di falsificazioni dovute a doppia esposizione fotografica o a macchine modificate allo scopo.

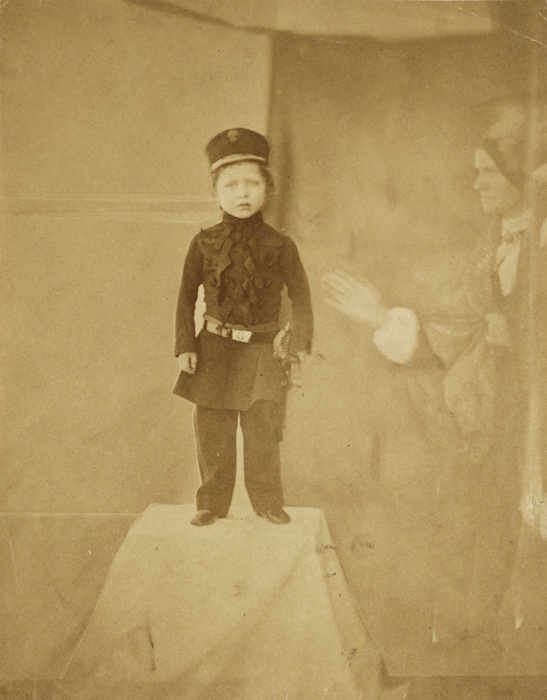
Il principe Arthur con lo "spettro" della nutrice, foto di Roger Fenton, 1856

## Storia

### Agli albori dei fantasmi fotografici
Agli inizi per realizzare delle fotografie occorrevano lunghi tempi di esposizione e se qualche persona si introduceva davanti all'obiettivo prima della scadenza del tempo di posa, era probabile che ne rimanesse un'ombra, un bagliore o una sembianza: in ogni caso molto debolmente visibile, simile ad un fantasma, una volta  che la foto fosse finita e stampata. Ne è palese dimostrazione la foto di Roger Fenton al piccolo principe Arthur del 1856 nel cui ritratto entra per qualche secondo anche la sua governante, dove appare come uno spettro, attenta che il bimbo possa cadere a causa della lunga esposizione.
Nello stesso anno 1856, l'inventore scozzese David Brewster aveva notato questo aspetto nella fotografia del dagherrotipo, ma soprattutto a lui si deve la definizione di quello che sarà uno degli usi fotografici più significativi della seconda metà del XIX secolo, la stereoscopia. Egli scrisse nel suo trattato "The Stereoscope: Its History, Theory and Construction" a proposito dell'uso di questo genere di immagini: "A scopo di divertimento, il fotografo può trasportarci anche nei regni del soprannaturale. La sua arte... gli consente di dare un aspetto spirituale a una o più delle sue figure e di esporle come il "nulla" tra le solide realtà dell'immagine stereoscopica". La London Stereoscopic Company utilizzò l'idea di Brewster per creare una serie di spettacoli, intitolati "The Ghost in the Stereoscope" (Il fantasma nello stereoscopio).

### Stati Uniti

Autoritratto di William Mumler con il fantasma di suo cugino, 1861 circa

La situazione americana aveva subito da un lato una forte immigrazione dall'Europa e dall'altra l'incombente guerra di secessione: ciò aveva provocato un forte impulso religioso di tutti i movimenti spirituali: cattolici, protestanti, battisti, calvinisti, mormoni e di altre confessioni, ma anche di coloro che si riconoscevano nelle varianti dello spiritualismo che, attraverso medium erano in grado di comunicare con i morti e con l'"aldilà". Con la guerra già in atto, il primo ad essere considerato fotografo spiritico nella storia della fotografia fu William Mumler, incisore di gioielli in una ditta di Boston e fotografo amatoriale. Accidentalmente si accorse, facendosi un autoritratto, che nella stessa immagine era comparso il "fantasma" di un suo cugino morto dodici anni prima. Sebbene non vi sia certezza sulla data, la foto dovrebbe essere stata scattata nel 1861, tramite una doppia esposizione.
Intuendo le possibilità di guadagno, Mumler lasciò il suo impiego ed aprì una vera e propria attività fotografica, anche se col tempo andavano intensificandosi le voci secondo cui le sue foto erano false e contraffatte poiché alcuni degli "spiriti" che comparivano nelle immagini, creduti morti, erano in realtà ancora viventi. Decise perciò di trasferirsi a New York con la moglie Hannah Frances Green, che, secondo una fonte, sarebbe stata una medium, dove continuò la sua attività e dove venne processato come truffatore. Tra i suoi accusatori il celebre politico e uomo d'affari P. T. Barnum, il quale assoldò un noto fotografo perché smascherasse i trucchi di Mumler. Nonostante le accuse, le testimonianze a favore e contro, le foto dei suoi clienti ed i fotografi interrogati nell'intento di far luce sui metodi, nessuno fu in grado in maniera esaustiva di giungere ad una conclusione certa secondo la quale Mumler stesse compiendo una frode. Venne perciò assolto e ritornò a Boston dove aprì un piccolo studio fotografico. Non è certa la data della sua foto più famosa (che viene collocata tra il 1869 e il 1872), quella in cui compare la vedova Mary Todd con alle spalle lo spirito del marito, l'ex presidente degli Stati Uniti d'America Abraham Lincoln, assassinato nel 1865, il quale sembra appoggiare le mani su di lei.

### Spiriti che compaiono nelle foto di William Mumler

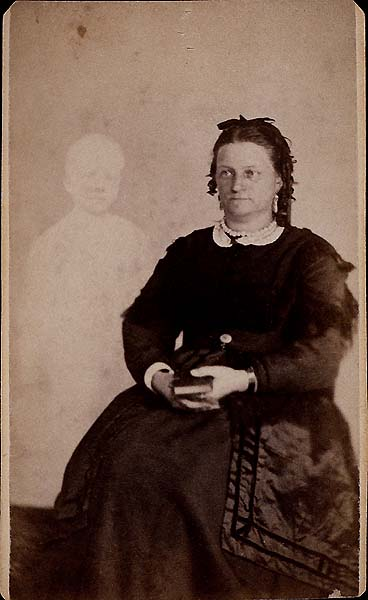
'Mrs French', 1868 circa
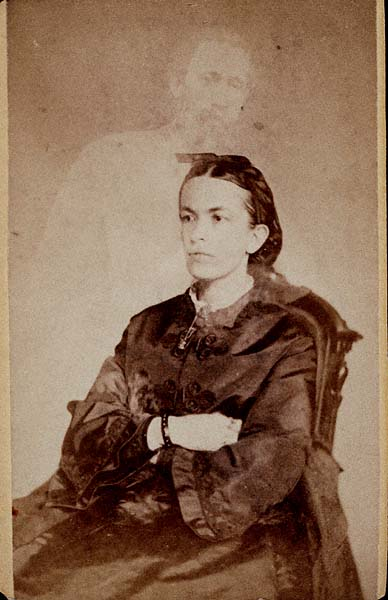
Fanny Conant, 1868 circa
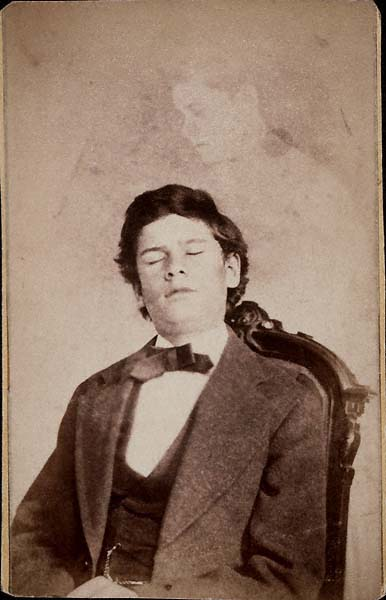
'Master Herrod', 1868 circa
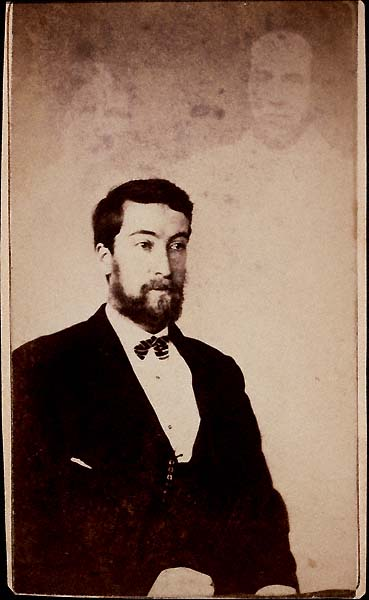
persona ignota con due fantasmi, 1870
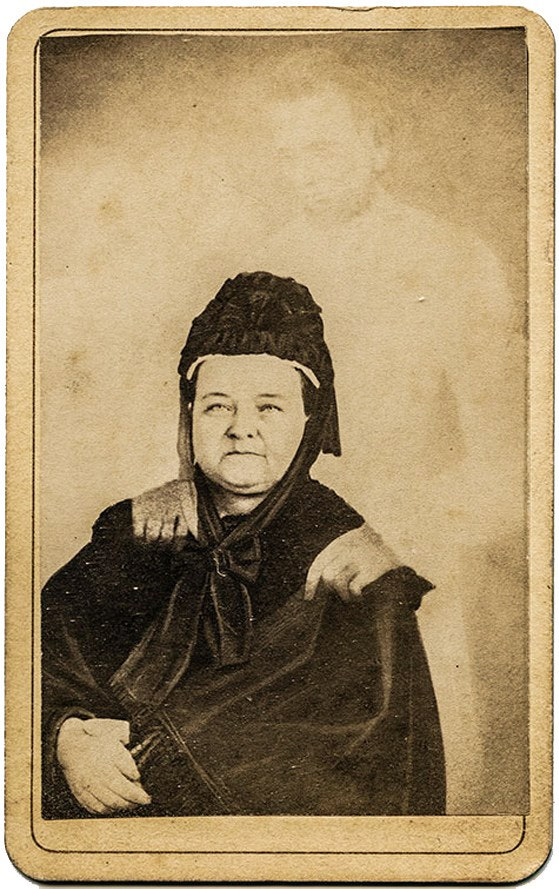
Mary Todd, 1869-1872
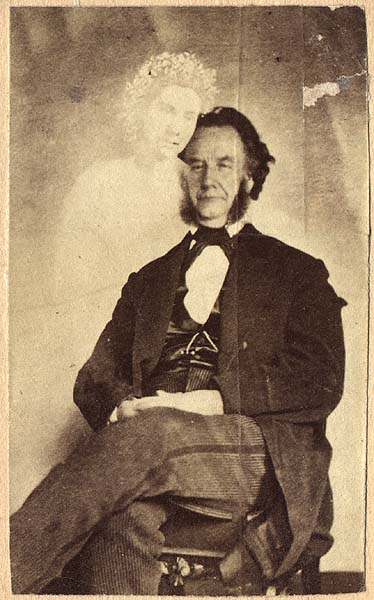
Moses A. Dow, editore del "Waverley Magazine", 1871 circa
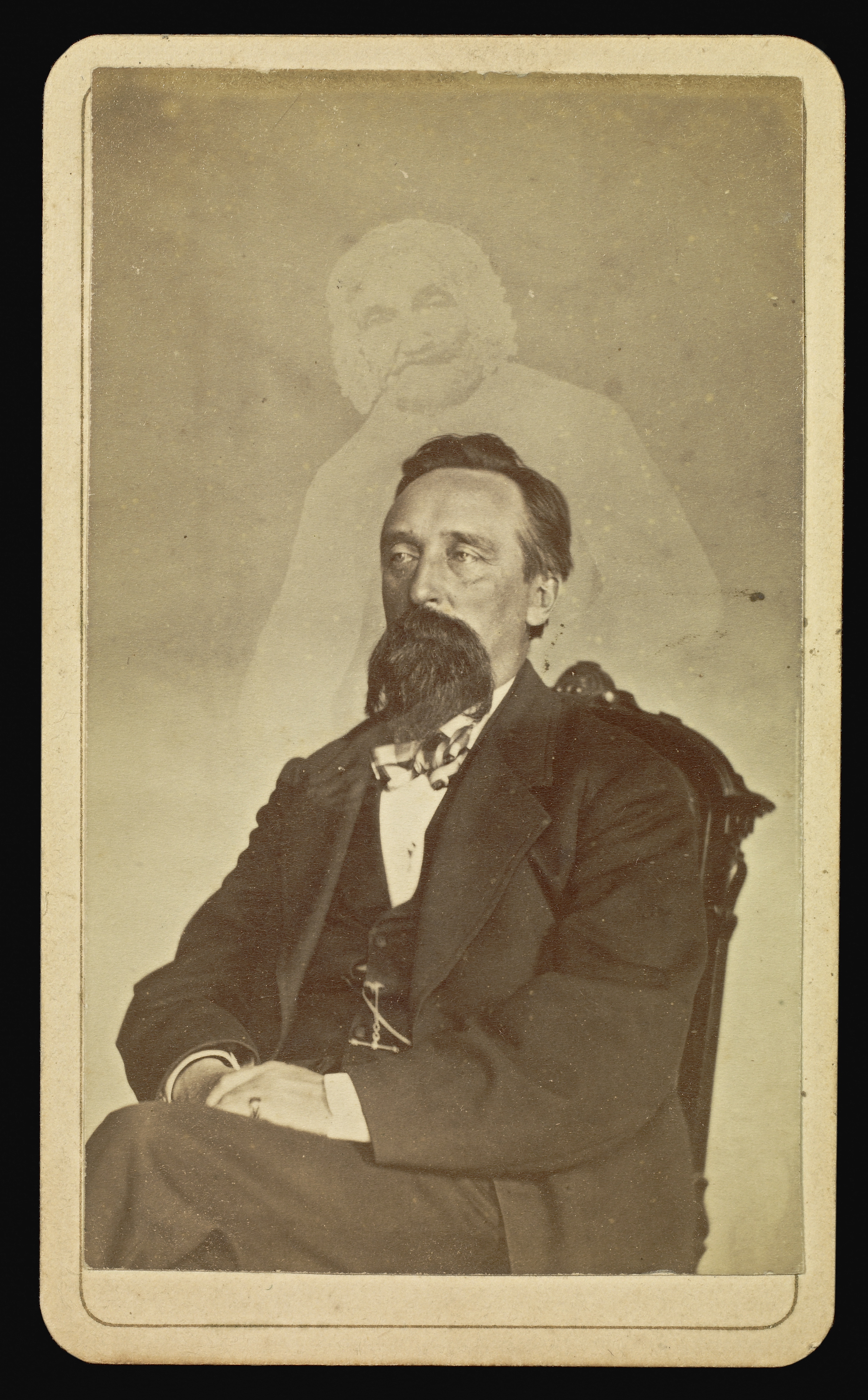
John J. Glover, tra il 1862 e il 1875
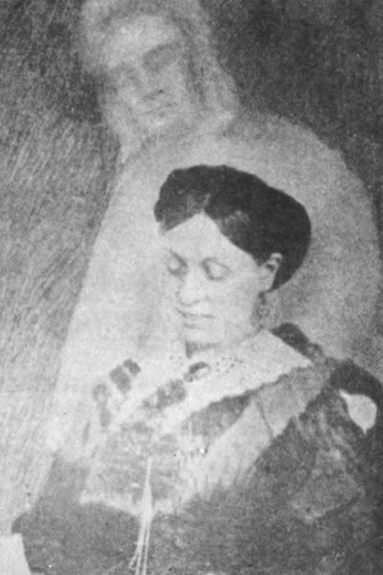
la sostenitrice dello spiritualismo Emma Hardinge Britten, foto resa nota solo nel 1911

Le fotografie di Mumler si rivelarono un vero e proprio affare per molti altri fotografi negli anni Sessanta e Settanta del XIX secolo, offrendo anche delle Bibbie con fotografie spirituali di Mosè, Abramo e altri profeti dell'Antico Testamento. In America tale interesse iniziò a diminuire quando vennero svelati sempre più i trucchi usati dai medium qualificandoli come impostori e le riviste fotografiche pubblicando con descrizioni dettagliate i metodi ed i ritocchi per creare gli effetti di spiriti e fantasmi.

### Gran Bretagna
Le prime fotografie note e riconosciute di fantasmi sono quelle attribuite al fotografo Frederick Hudson a partire dal 1872, il quale, oltre ad interessarsi di spiritualismo, sfruttò la paura delle cosiddette case infestate in età vittoriana. Hudson ebbe tra i suoi più assidui clienti il naturalista Alfred Russell Wallace. Accusato di frode, non fu mai condannato.

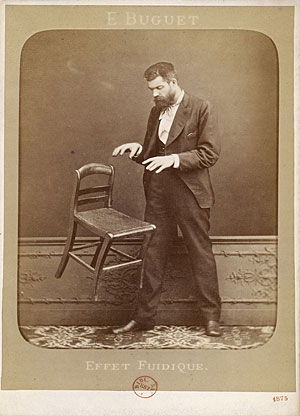
Edouard Isidore Buguet alle prese con la telecinesi, 1875

Il fotografo francese Edouard Isidore Buguet ebbe meno fortuna del suo collega inglese. Lavorò sia a Londra che a Parigi. Fu accusato di frode nel 1875 ed ammise di aver falsificato le fotografie. Nella perquisizione del suo atelier, la polizia rinvenne bambole a grandezza naturale, parrucche, barbe fine e molte centinaia di fotografie ritoccate. Buguet venne condannato a un anno di prigione e ad una multa. I suoi seguaci, tra i quali il sacerdote inglese William Stainton Moses, dietro le accuse allo spiritista Buguet sospettarono una cospirazione orchestrata dalla chiesa cattolica. Anche i fotografi David Duguid, scozzese, attivo negli anni Novanta dell'Ottocento, e il britannico Edward Wyllie, che lavorò in California all'inizio del secolo, furono condannati per frode.
Nel 1926 Arthur Conan Doyle dette alle stampe il suo saggio "Storia dello spiritismo" in cui affermò che in Gran Bretagna erano attivi tra i 20 e i 30 fotografi spiritici alla fine del secolo precedente. Non tutte le immagini mostravano spiriti o fantasmi, alcune di esse evidenziavano segni di luce o geometrie. Il fotografo William Hope ebbe una storia in parte simile a quella di Mumler poiché anche lui nel 1905 scattò una foto in cui accidentalemnte apparve un fantasma e poco dopo creò il gruppo spiritualista "The Crewe Circle". Al circolo si svolgevano sedute spiritiche e Hope si specializzo' nella fotografia di fantasmi, divenendo sempre più popolare. Come successe a Mumler, anche i familiari inglesi si rivolsero a Hope nella speranza di avere immagini dei loro familiari, deceduti o dispersi nel corso della prima guerra mondiale.
Trascorsero anni in cui le accuse nei suoi confronti si fecero frequenti, compresa quella nel 1916 in cui il chimico e fisico William Crookes dimostrò che nella fotografia che Hope gli aveva scattato e nella quale era comparsa la moglie defunta, altro non si trattava che di una immagine assemblata da dieci fotografie. Tuttavia, egli continuò a credere al lavoro del fotografo essendo Crookes un credente nello spiritismo. Toccò al parapsicologo Harry Price smascherare definitivamente l'operato fraudolento di Hope. Egli infatti consegnò ad Hope delle lastre contrassegnate con l'accordo che avrebbe dovuto utilizzarle per fotografare spiriti e fantasmi e riconsegnarle a Price. Tempo dopo, nelle lastre riconsegnate non c'era traccia del marchio che era stato impresso, segno evidente che erano state sostituite. L'accusa di frode scatenò l'ira dei seguaci dello spiritismo. Arthur Conan Doyle, che credeva nell'autenticità delle fotografie nonostante le prove contrarie, scrisse un opuscolo in difesa col titolo "The Case for Spirit Photography". La discussione intorno ad Hope terminò nel 1932, un anno prima della sua morte, quando la questione, circostanziata, fu dimostrata in una conferenza davanti alla Society for Psychical Research.
Queste immagini, dimenticate a lungo, sono state scoperte casualmente in una piccola libreria di libri ed oggetti usati nel Lancashire da un curatore del National Science and Media Museum e rese pubbliche nel 2017.

### Spiriti che compaiono nelle foto di William Hope

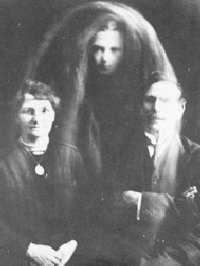
Mr e Mrs Gibson con lo spirito del loro figlio, 1919
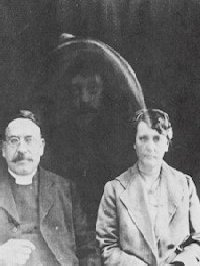
Il reverendo Charles L. Tweedale, sua moglie, con lo spirito del padre, 1919
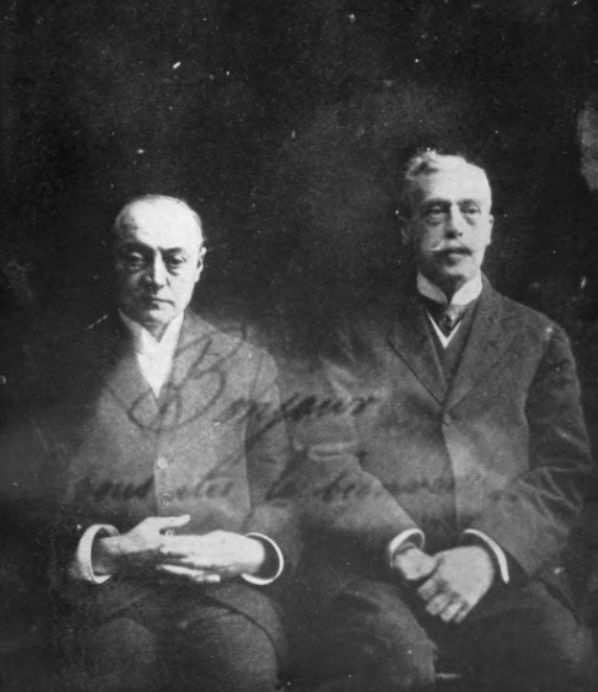
Gustav Geley e Stanley De Brath, 1919
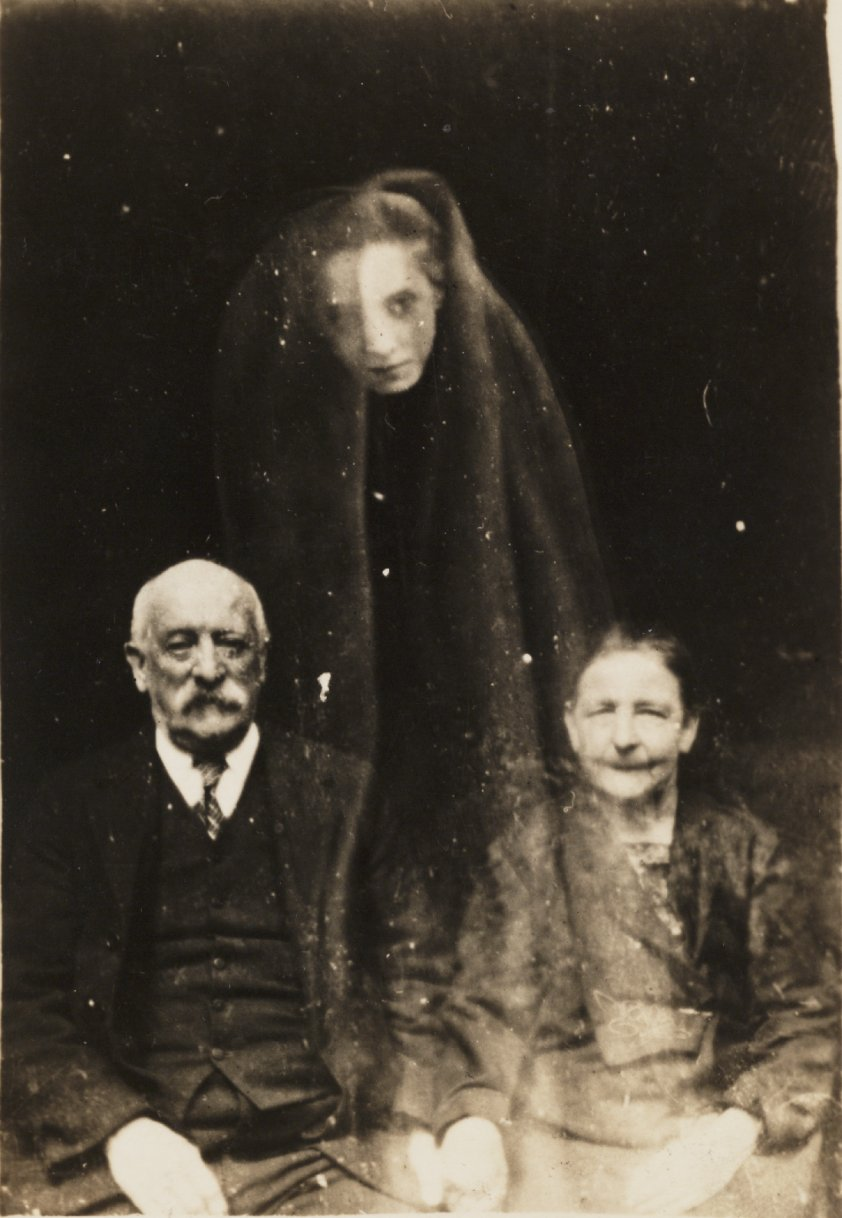
una coppia con un giovane spirito femminile, 1920
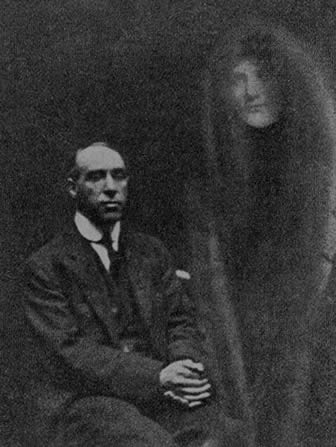
Harry Price con un amico, 1922
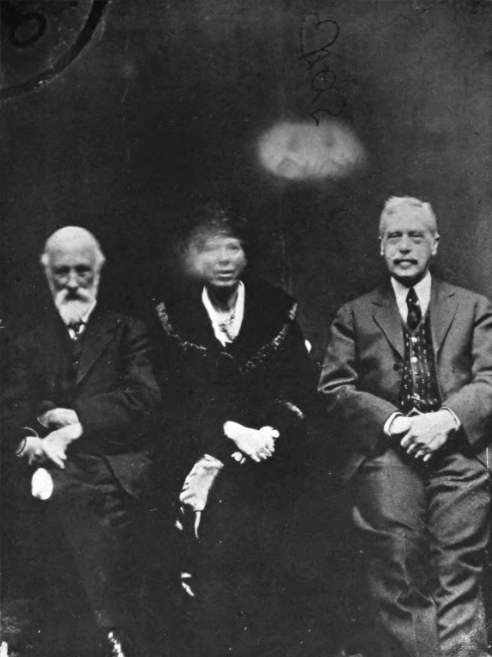
i ricercatori William F. Barrett e Stanley De Brath, 1924
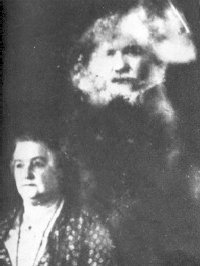
Mrs Hortense Leverson con lo spirito del marito, 1931
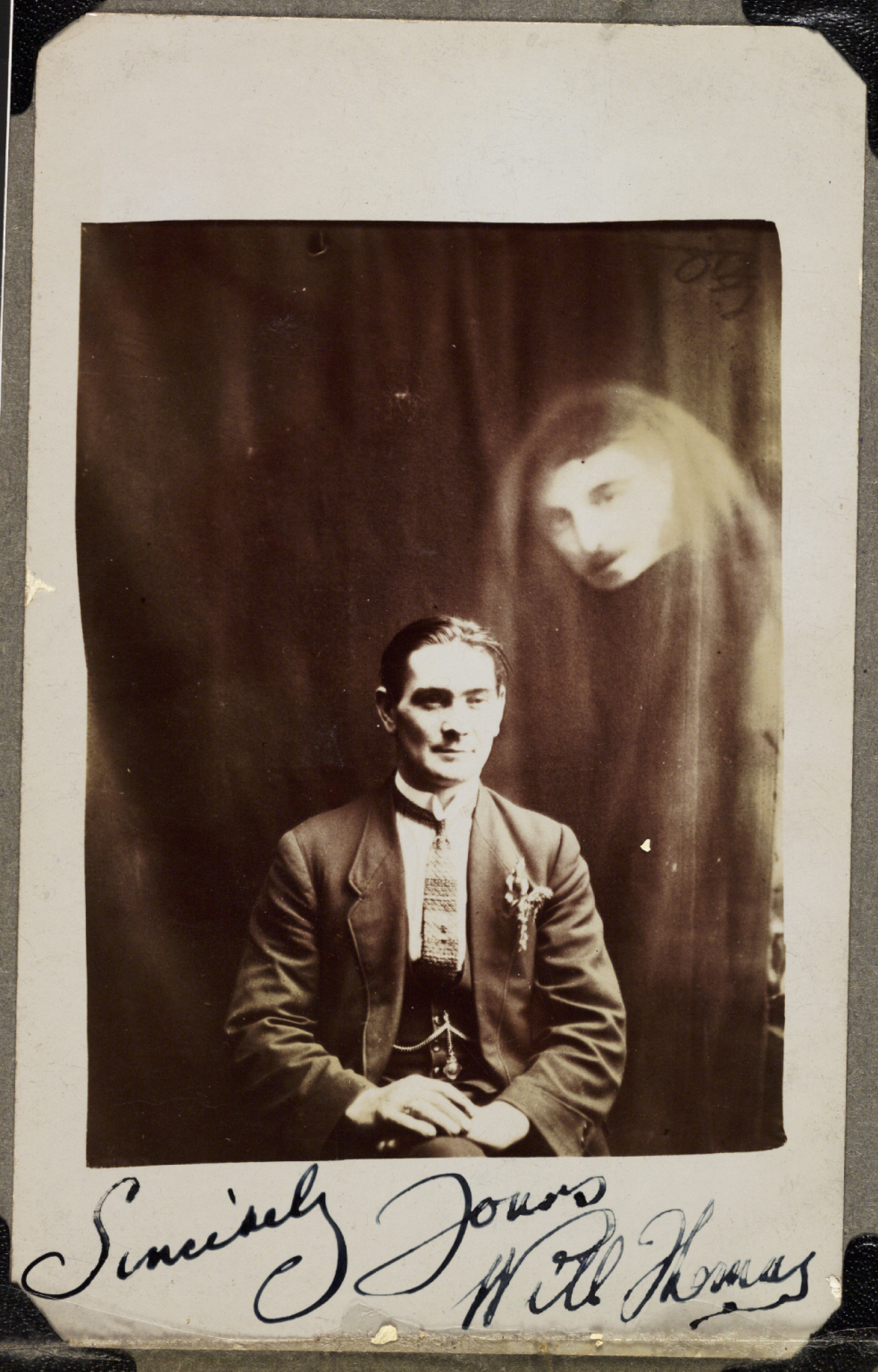
Will Thomas, data ignota